# Belbello da Pavia

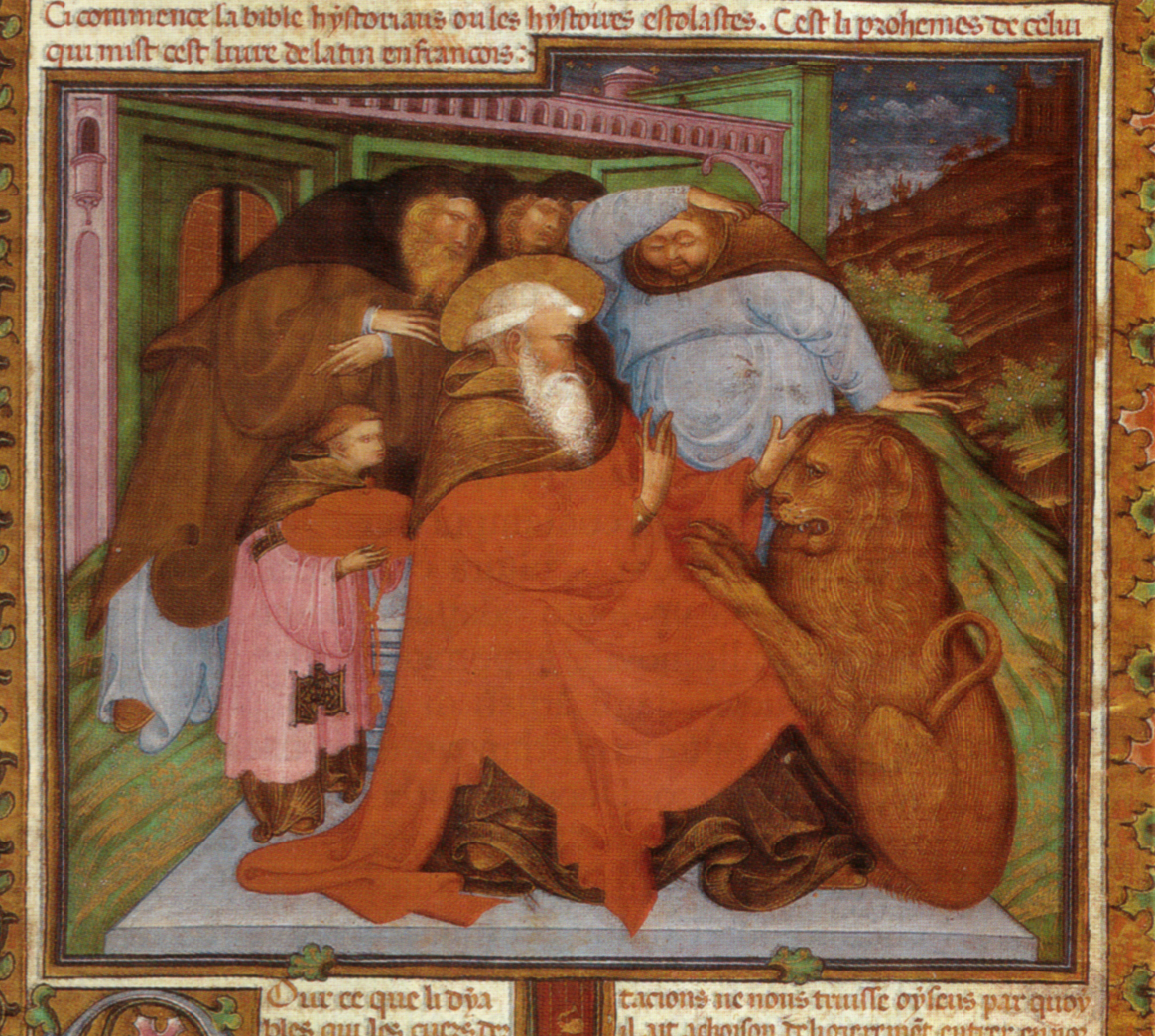
Belbello da Pavia, Fol 630r, San Girolamo, Biblioteca apostolica vaticana.

Belbello da Pavia was een Italiaanse miniaturist uit Lombardije, die tussen 1420 en 1470 actief was aan de Lombardische hoven in Mantua, Pavia en Milaan.

## Biografie
Belbello da Pavia ook bekend als Luchino di Giovanni Belbello, was in zijn eigen tijd befaamd en gekend in Noord-Italië, maar het duurde tot 1915 voor hij door de moderne kunsthistorici terug ontdekt werd. Hij is actief geweest tussen ca. 1420 en 1470 en de periode tussen 1448 en 1462 is door documenten gestaafd. Hij kreeg zijn opleiding waarschijnlijk van Giovanni de Grassi en van Michelino da Besozzo (zie ook het artikel over de Internationale gotiek) en kende zeer waarschijnlijk ook de Vlaamse manuscripten uit de bibliotheek van het Castello di Pavia.
In 1450 werd hij in Mantua veroordeeld voor sodomie en verbannen, hij vestigde zich daarop vóór 1461 in Pavia. Hij werkte voor de grootste families van zijn tijd, zoals de Estes, de Gonzaga’s, de Visconti’s en voor kardinaal Bessarion. Van 22 juni 1460 kennen we een document waarin Barbara van Brandenburg aan haar zoon Francesco Gonzaga meldt dat ze de verluchting van een missaal waarvoor Belbello de opdracht kreeg in 1442 van Gianlucido Gonzaga, wil laten afwerken door een jonge schilder uit de streek, en dat zij dit heeft overlegd met Andrea Mantegna, toen schilder aan het hof van Mantua. Die jonge schilder is Girolamo da Cremona.
Belbello heeft waarschijnlijk de laatste jaren van zijn leven doorgebracht in Venetië, er zijn alleszins een belangrijk aantal bestellingen uit de Veneto gedocumenteerd. Hij werkte op het einde van zijn carrière samen met beroemde miniaturisten zoals Andrea Mategna en Girolamo da Cremona (zie de geciteerde brief).

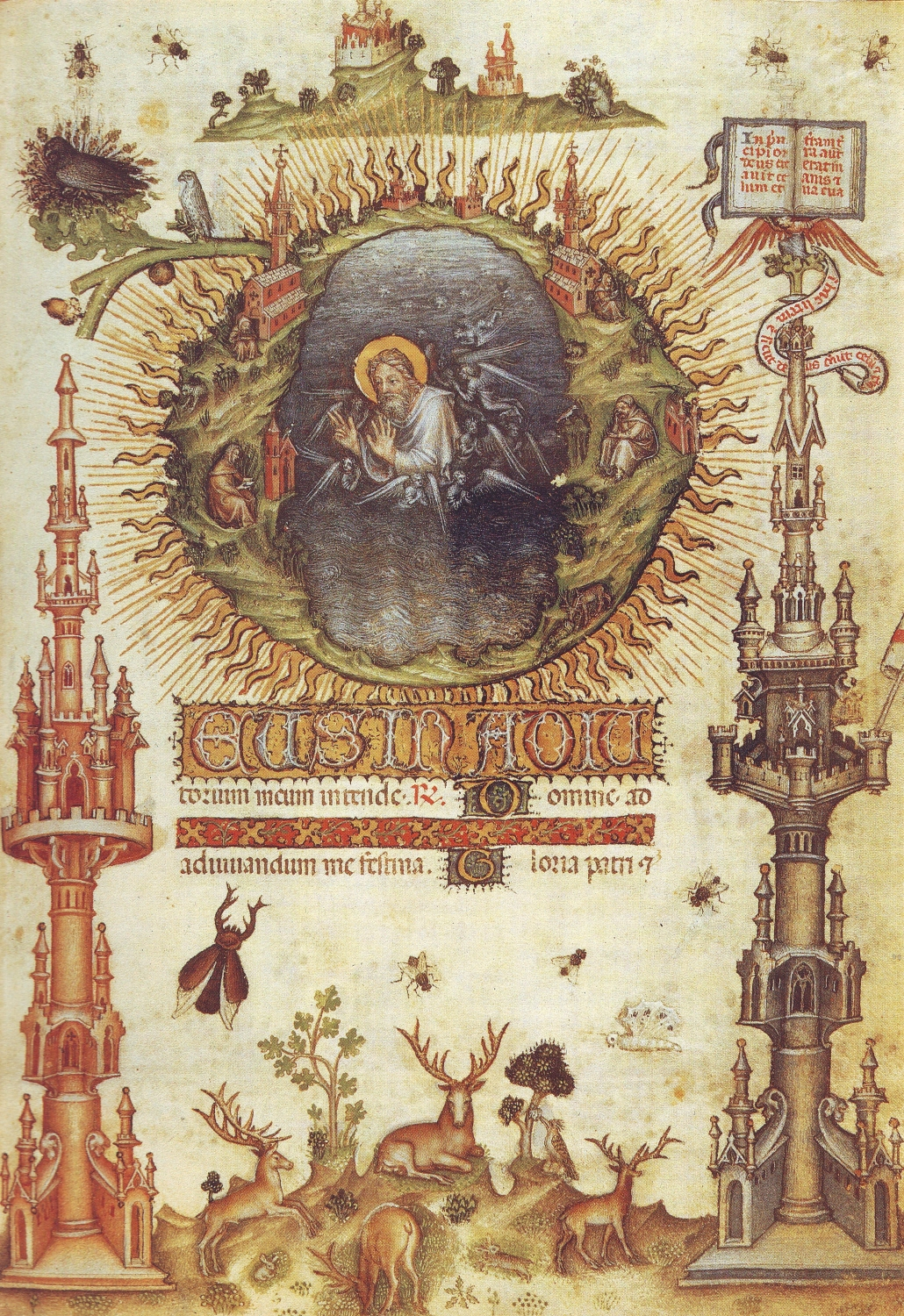
Giovanno de'Grassi, folio uit de Visconti getijden

## Toegeschreven werken
- De Visconti getijden, zijn meest befaamde werk, is het getijdenboek van Gian Galeazzo Visconti waaraan hij meewerkte en dat nu in twee delen bewaard wordt in de Biblioteca Nazionale di Firenze als Ms. Banco Rari 397 en Landau Finaly 220. De verluchting aan dit handschrift, waarin we de typische elegante, vloeiende lijnvoering van de internationale gotiek terugvinden, werd begonnen door Giovannino de’ Grassi in opdracht van Gian Galeazzo omstreeks 1370, en na beider dood afgewerkt door Belbello da Pavia in 1412, in opdracht van Filippo Maria Visconti[4][5].
- Drie miniaturen in een Acta sanctorum (Milan, Biblioteca Braidense, MSS AE. XIV. 19–20).
- Hij heeft meegewerkt aan de verluchting van het breviarium van  Marie de Savoie, de tweede vrouw van Filippo Maria Visconti, dat nu bewaard wordt in de bibliothèque de Chambéry als ms. 4. Het handschrift werd tussen 1432 en 1435 grotendeels verlucht door de Meester van de Vitae Imperatorum.
- De Bibbia Estense of Bibbia di Niccolò d'Este, (ca. 1434) in de Biblioteca Apostolica Vaticana, ms. Urb. Lat. 613, werd door hem begonnen maar niet afgewerkt.
- Zegenende Christus, Initiaal uit een antifonarium (1467-1470), bewaard in het J. Paul Getty Museum in Los Angeles.
- Een folium met een Annunciatie (1450-1460), National Gallery of Art, Washington.
- Psalter, British Library, Ms add. 15114.
- Missaal van Barbara van Brandenburg, Mantua, Museo diocesano.
- Missaal van de Duomo di Mantova, (1461), Biblioteca Apostolica Vaticana.

## Stijlkenmerken
Hij schildert sterk gemodelleerde, monumentale figuren, vrij realistische gezichten, soms op het lelijke af. Hij gebruikt intense, heldere kleuren en zijn iconografie wijkt, door zijn ongebreidelde fantasie, dikwijls sterk af van de gebruikelijke uitwerking van de conventionele thema’s.
- Gemeinsame Normdatei: 128890215
- International Standard Name Identifier: 0000 0000 9541 7992
- Library of Congress Control Number: nr88000123
- Nationale Bibliotheek van Letland: 000198899
- Nationale Bibliotheek van Israël: 987007287687305171
- Nederlandse Thesaurus van Auteursnamen: 070376204
- Union List of Artist Names: 500026052
- Virtual International Authority File: 28135360
- WorldCat: E39PBJkdmMgxcWw3QVT6jQHjYP